# Hagemann-Ester
Der Hagemann-Ester ist ein Carbonsäureester, der neben der Esterfunktion auch über eine Ketonfunktion verfügt. Die Verbindung eignet sich als Zwischenprodukt zur Herstellung diverser Naturstoffe, beispielsweise mehrerer Terpene.

## Geschichte
Die erste Publikation zu der Verbindung stammt aus dem Jahr 1893 mit Ergebnissen aus Carl Hagemanns Doktorarbeit. Hergestellt wurde sie damals aus Ethylacetoacetat durch Umsetzung mit Diiodmethan und Natriummethanolat. 1894 klärte Emil Knoevenagel die Struktur eindeutig auf. Später wurden weitere Synthesen entwickelt und die Bezeichnung Hagemann-Ester kam auf.

## Herstellung

Ethylacetoacetat ist Edukt verschiedener Synthesen für den Hagemann-Ester

In der ursprünglichen Methode nach Hagemann werden zwei Äquivalente Ethylacetoacetat und ein Äquivalent Diiodmethan mit Natriummethanolat umgesetzt. Dadurch entsteht zunächst Methylenbisacetessigester, der zum Hagemann-Ester cyclisiert.
In der Methode nach Knoevenagel werden unter Katalyse von Piperidin zwei Moleküle Ethylacetoacetat mit Formaldehyd kondensiert.
In der Methode nach Newman und Lloyd werden 2-Methoxy-1,3-butadien und Ethyl-2-butinoat in einer Diels-Alder-Reaktion umgesetzt und das Reaktionsprodukt zum Hagemann-Ester hydrolysiert.
In der Methode nach Mannich und Fourneau wird in situ aus Diethylmethyl-(3-oxobutyl)ammoniumiodid das Methylvinylketon gewonnen, welches mit Ethylacetoacetat ein Addukt bildet, das wiederum mit Natriumethanolat cyclisiert wird.
Heute ist der Hagemann-Ester kommerziell erhältlich und wird oft nach der Methode von Knoevenagel hergestellt.

## Reaktionen
Der Hagemann-Ester kann in vielfältigen Reaktionen zu anderen relevanten Verbindungen umgesetzt werden. Verschiedene Reaktionen zur selektiven Alkylierung sind bekannt. Durch Umsetzungen mit Basen und Alkylhalogeniden ergeben sich je nach Reaktionsbedingungen in Position 1 oder 3 substituierte Derivate. Mit Lithiumdimethylcuprat entsteht eine 2,2-Dimethylverbindung. Der Ester und seine Derivate können verseift und decarboxyliert werden. Der Ester kann außerdem zu einem gesättigten Keton hydriert werden. Auch verschiedene Diene für Diels-Alder-Reaktionen, sowie Benzolderivate, Bi- und Tricyclen lassen sich aus Hagemanns Ester herstellen. Verbindungen, die aus dem Hagemann-Ester hergestellt werden können, sind Vermiculin, Pinene, sowie Steroidderivate.

## Abgeleitete Verbindung
Analog zur Herstellungsmethode nach Mannich kann aus Isopropylacetessigester und Methylvinylketon ein 1-Isopropylderivat des Hagemann-Esters hergestellt werden. Dieses kann zu Piperiton, Menthol und Thymol umgesetzt werden.